# Stonogobiops medon
Stonogobiops medon es una especie de peces de la familia de los Gobiidae en el orden de los Perciformes.

## Morfología
- Las  hembras pueden alcanzar los 5,3 cm de longitud total.
- Número de  vértebras: 26.

## Hábitat
Es un pez de Mar y, de clima tropical y demersal que vive entre 22-35 m de profundidad.

## Distribución geográfica
Se encuentra en el Pacífico oriental central: las Islas Marquesas.

## Observaciones
Es inofensivo para los humanos. 